# Billie Davis
Billie Davis (geboren als Carol Hedges, Woking, 22 december 1945) is een voormalig Brits zangeres.

## Biografie
Nadat Davis een talentenjacht won waarbij zij optrad met Cliff Bennett and the Rebel Rousers, kreeg zij een platencontract aangeboden en hing zij haar carrière als secretaresse aan de wilgen. Ze nam vervolgens wat demo's op met The Tornados onder begeleiding van muziekproducent Joe Meek. Impresario Robert Stigwood koos het pseudoniem waaronder Davis bekend zou worden, afgeleid van de namen van blueszangeres Billie Holiday en de entertainer Sammy Davis jr.
Een eerste hit scoorde zij in de zomer van 1962. Will I What werd nummer 18 in de UK Singles Chart. Het jaar daarop coverde zij Tell Him, waarvan het origineel opgenomen was door de Amerikaanse band The Exciters. Helen Shapiro en Alma Cogan namen het nummer eveneens op, maar Davis scoorde de grootste hit met haar versie, die nummer 10 werd in de Britse hitlijsten.
In 1963 raakte Davis samen met Jet Harris van The Shadows betrokken bij een auto-ongeluk. Nadat de Britse pers lucht kreeg van een verhouding tussen die twee, mondde dat uit in een schandaal en was het gedaan met de muzikale carrière van Davis. Zij scoorde nog één bescheiden hit in 1968, I Want You To Be My Baby.

## Hits in het Verenigd Koninkrijk
- Will I What (nr. 18) (1962)
- Tell Him (nr. 10) (1963)
- He's The One (nr. 40)
- I Want You To Be My Baby (nr. 33) (1968)

- Biblioteca Nacional de España: XX1319698
- Bibliothèque nationale de France: cb14169495x (data)
- Gemeinsame Normdatei: 134355547
- International Standard Name Identifier: 0000 0000 4478 3538
- Library of Congress Control Number: no2004038572
- MusicBrainz: 7c3241bf-737a-43d6-b97b-1ae5f7c818ea
- Virtual International Authority File: 79589179